# ノルベール・ヴァレーズ
ノルベール・ヴァレーズ（Norbert Wallez、1882年10月19日 - 1952年9月24日）は、ベルギー人のカトリック司祭（アベ）、新聞社経営者、ジャーナリスト。1924年から1933年まで『タンタンの冒険』で知られる『20世紀新聞』の経営者兼編集長を務め、作者エルジェの上司として、自身も初期のタンタンの製作に関わった人物。カトリック系の保守主義者であると同時に、ファシズムの信奉者であり、ベルギーのファシスト政党であったレクシスト党を支持した。第二次世界大戦ではベルギーを占領したナチス・ドイツに協力したため、戦後はナチス協力者として裁かれ、投獄された。釈放されて間もなく癌により死去。

## 経歴
ベルギーのルーヴェン・カトリック大学出身で、1906年に叙階される。教育者になろうとしたが、第一次世界大戦（1914年-1918年）が勃発すると中断して志願兵となった。休戦後は教育者として復帰し、宗教系学校で教職を務める。1924年にデジレ＝ジョセフ・メルシエ枢機卿の命により、ベルギーの保守系カトリック紙『20世紀新聞』（Le Vingtième Siècle）の経営者兼編集長となる。
彼の超保守的なイデオロギーはシャルル・モーラスや彼も参加していた国家主義組織アクション・フランセーズの影響を受けていた。また、1923年のイタリア旅行以降はベニート・ムッソリーニに傾倒し、オフィスの壁には彼のサインが入った肖像写真が飾られていた。
彼の理想は1923年の自著『Bélgique et Rhénanie. Quelques directives d'une politique』で主張されており、それによれば、プロテスタントのプロイセンに対抗し、彼が本質的にカトリックであると考えていたベルギーとラインラント地方の連邦制であった。
1927年に、後にエルジェのペンネームで活躍するジョルジュ・レミを自社に採用する。その1年後の1928年に子供向け付録誌『20世紀子ども新聞』の創刊を企画し、その初代編集長にエルジェを任命した。1929年に同誌で始まった『タンタンの冒険』シリーズでは、その初期3作（『タンタン ソビエトへ』『タンタンのコンゴ探険』『タンタン アメリカへ』）において、大まかなテーマをヴァレーズ自身が決定し、エルジェに指示した。このテーマはヴァレーズ自身の思想が強く反映されたものであり、それぞれ『ソビエトへ』』は反共産主義、『コンゴ探険』は親植民地主義、『アメリカへ』は反資本主義がテーマであった。
また、1932年にはエルジェに自身の秘書であったジェルメーヌ・キケンズとの結婚を勧めた。
1933年、『20世紀新聞』の報道内容を巡って訴訟が起き、ヴァレーズは解任された。その後、オルヌ修道院遺跡の保存責任者に任命された。
1940年にナチス・ドイツによってベルギーが占領されると、著述活動を再開し、レオン・デグレル率いるレクシスト党を支援した。
ドイツ敗戦後の1947年に、ナチスへの協力容疑で告発され、懲役4年と罰金20万フランの有罪判決を受けた。シャルルロワに収監され、1950年に釈放されるも癌を患っており、1952年9月24日に亡くなった。闘病中はエルジェやその妻と会っていた。